# Karel Rozehnal
Karel Rozehnal (11. března 1896 Kunčice nad Ostravicí – 10. prosince 1942 Breslau) byl československý legionář, důstojník a odbojář popravený nacisty.

## Život
Karel Rozehnal se narodil 11. března 1896 v Kunčicích u Ostravy. Vystudoval gymnázium. Po vypuknutí první světové války byl povolán do c. a k. armády a jako příslušníka 100. pěšího pluku odeslán na italskou frontu. Zde 19. října 1917 padl u Jamiana do zajetí. Dne 7. května 1918 podal ve Folignu přihlášku do Československých legií. Dosáhl hodnosti kapitána. Po návratu do Československa zůstal v armádní službě a v prvorepublikové armádě dosáhl hodnosti podplukovníka. Po německé okupaci v březnu 1939 vstoupil do protinacistického odboje v řadách Obrany národa. Mj. zastával funkci jejího velitele pro okres Místek. Za svou činnost byl zatčen gestapem a 10. prosince 1942 v Breslau popraven.